# Exomella merickeli
Exomella merickeli är en skalbaggsart som beskrevs av Johnson 1985. Exomella merickeli ingår i släktet Exomella och familjen kulbaggar. Inga underarter finns listade i Catalogue of Life.